# Cymodocea
Cymodocea là một chi thực vật có hoa trong họ Cymodoceaceae.